# 湖心亭 (乌鲁木齐人民公园)
湖心亭，又称鉴湖亭、鉴湖阁、水阁，是中华人民共和国新疆维吾尔自治区乌鲁木齐市乌鲁木齐人民公园内的仿古楼阁建筑，是乌鲁木齐老八景之一的“翠馆鸣禽”。
湖心亭建于清代光绪年间，后于20世纪80年代重建。2024年被列为第七批乌鲁木齐市文物保护单位。

## 历史
清乾隆年间，乌鲁木齐办事大臣伍弥泰在名为树窝子的树林中建立一亭，名为秀野亭。遭革职的纪昀将其在乌鲁木齐的所见所闻撰成《乌鲁木齐杂诗》和《阅微草堂笔记》，其中就包括对秀野亭的记录，如“谁知早作西行谶，老木寒云秀野亭”等。随着《乌鲁木齐杂诗》和《阅微草堂笔记》流传，后人开始探寻纪昀笔下的秀野亭，如遣戍乌鲁木齐的史善长等人，不过嘉庆年间秀野亭已无踪迹。清光绪二十四年（1898年），因参与戊戌变法而被革职谪居迪化（今乌鲁木齐市）的张荫桓或因鉴湖之风景秀美，或因感念囚于中南海瀛台的光绪帝，捐资在秀野亭亭址附近、鉴湖中央修建鉴湖亭（即湖心亭）。湖心亭一度被视为重修的秀野亭。关于湖心亭的修建还有光绪七年（1881年）修建之说。
湖心亭建成后便吸引不同的游客前来游玩：每年六月初六海子沿庙会之时，此地便人流密集；文人墨客也爱为湖心亭题词作诗；1928年，徐炳昶与斯文·赫定率中瑞西北科学考查团抵达迪化时，也曾参观湖心亭。随着湖心亭附近建起阅微草堂、丹凤朝阳阁等建筑，到杨增新治疆之时，此地更是成为当地的文化地标。如《国闻周报》等期刊、杂志开始刊登湖心亭的照片、图文。1959年扩大鉴湖时，同时修建了将湖心亭和湖岸相连的桥。文化大革命期间，湖心亭遭到破坏，枋檩上的彩绘装饰因被视为“封资修（封建主义、资本主义、修正主义）”而被破坏，湖心亭也改名为红心亭。文化大革命结束后，逐步得到修复。1984年，乌鲁木齐市的园林部门拆除原有湖心亭，并建立体量、风格类似的新亭。新的湖心亭建成后，时常举办小型展览。此后，湖心亭一度作湖心亭茶座使用。
因为人们的喜爱，湖心亭时常开展修缮维护工程。如2024年乌鲁木齐人民公园开展的仿古建筑展开修缮工程，其中包括对湖心亭的修缮。2024年10月，湖心亭被乌鲁木齐市人民政府列为第七批乌鲁木齐市文物保护单位。

## 建筑
湖心亭位于位于中华人民共和国新疆维吾尔自治区乌鲁木齐市沙依巴克区，乌鲁木齐人民公园鉴湖湖心岛上，西南侧为阅微草堂。湖心亭东侧、西侧、北侧被鉴湖包围，南侧有石桥连接岛与岸。1984年新建的湖心亭与原亭形制类似，为坐北朝南的二层楼阁建筑，建筑面积约150平方米。湖心亭建于近一米的台基之上，重檐歇山顶，两层檐均铺绿色琉璃瓦，正脊两端有吻兽，正中原置宝瓶，戗脊存有龙首装饰。屋檐下斗拱、枋檩施彩绘。湖心亭上下两层四周开格窗16扇，檐下有回廊，外侧有24根红漆明柱。
湖心亭原存多对楹联，建亭之初就有“伍弥泰将军筑楼；纪晓岚学士觅句”之联。另也有“亭名秀野，应有挺秀客至；水号鉴湖，何妨借鉴人来”、“夜月波摇湖上树；夕阳人语水中亭”（徐益珊撰）、“巍然鲁殿灵光，听隔岸传来，半夜锦语红山塔；圆到镜湖明月，载扁舟泛去，一颗珠跳白玉盘”（闫毓善撰）。
湖心亭四周种植有白蜡、垂杨柳、松树、榆树、槭树等树木，下种植有草坪，加之湖心亭的绿瓦，使湖心亭成为乌鲁木齐老八景之一的“翠馆鸣禽”。